# スポニチ芸能ニュース
『スポニチ芸能ニュース』（スポニチげいのうニュース）は、スポーツニッポン新聞社の子会社で、現在は毎日映画社の傘下でもあるスポニチクリエイツ（旧・スポニチテレビニュース社）が制作し、日本教育テレビ（NET。スポニチ以外の新聞では「スポーツ芸能ニュース」と表記）、東京12ch→テレビ東京をはじめ、地方局（『スター・トピックス』などに改題した局もある）に放送されたミニ番組である。
主に著名俳優・歌手の素顔や、イベント・トークショーなどに出演した時の模様を5分間にまとめたもので、スポニチクリエイツのアーカイブには、最古で1961年ごろからの映像が保存されており 、各テレビ局が放送する芸能懐古番組では、それらのアーカイブ素材が提供されている。